# 首座主教
首座主教（しゅざしゅきょう、ギリシア語: Προκαθήμενοι / Prokathímenoi, 英語: Primate, ロシア語: Примас / Prímas）とは、キリスト教の聖職者の役職のひとつである。正教会に属する日本ハリストス正教会および聖公会に属する日本聖公会などで用いられる用語である。
英語表記は "Primate" が一般的だが、アングリカン・コミュニオンのうち、スコットランド聖公会と歴史上その流れを汲んだ米国聖公会では "Presiding Bishop" と呼ぶ。聖公会には「総裁主教」（そうさいしゅきょう）との表記もある。

## 正教会
正教会においては独立教会もしくは自治教会の長が首座主教である。ただし「首座主教」という位は無く、総主教、大主教、府主教のいずれかが首座主教の任に当たる。
総主教制を有する教会では総主教が首座主教となる。
ギリシャ系の正教会（コンスタンディヌーポリ総主教庁系の教会・ギリシャ正教会・キプロス正教会等）では大主教が府主教より上位であり、それぞれの独立教会・自治教会の首座主教は、総主教で無い場合は大主教である。
スラヴ系の正教会（ロシア正教会・ウクライナ正教会・チェコスロヴァキア正教会・アメリカ正教会・日本正教会等）では府主教が大主教より上位であり、それぞれの独立教会・自治教会の首座主教は、総主教で無い場合は府主教である。

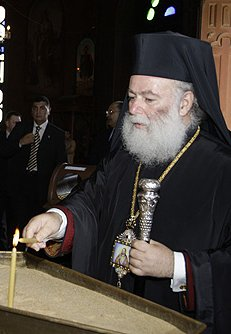
アレクサンドリア総主教セオドロス2世
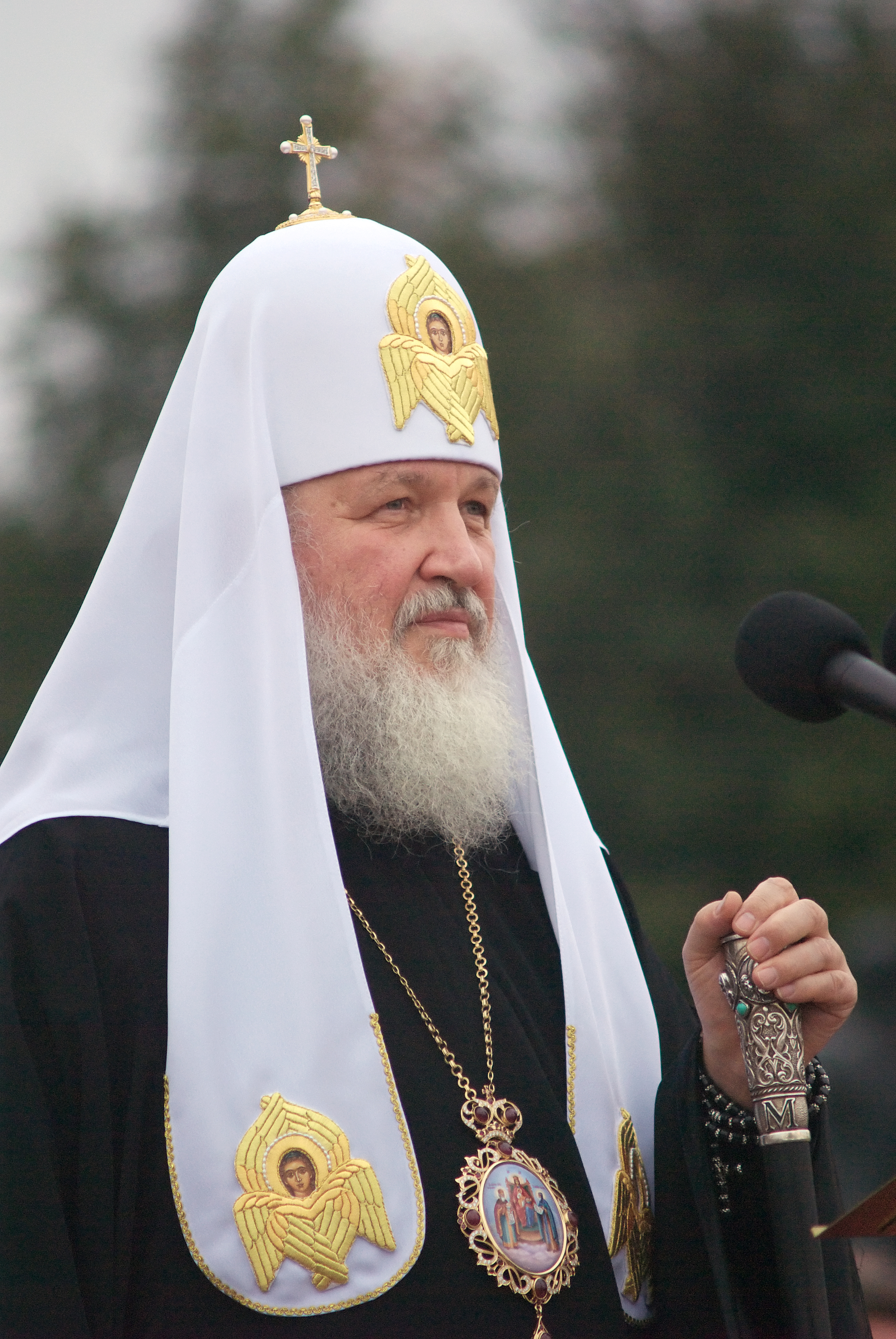
モスクワ総主教キリル1世（ロシア正教会の首座主教）
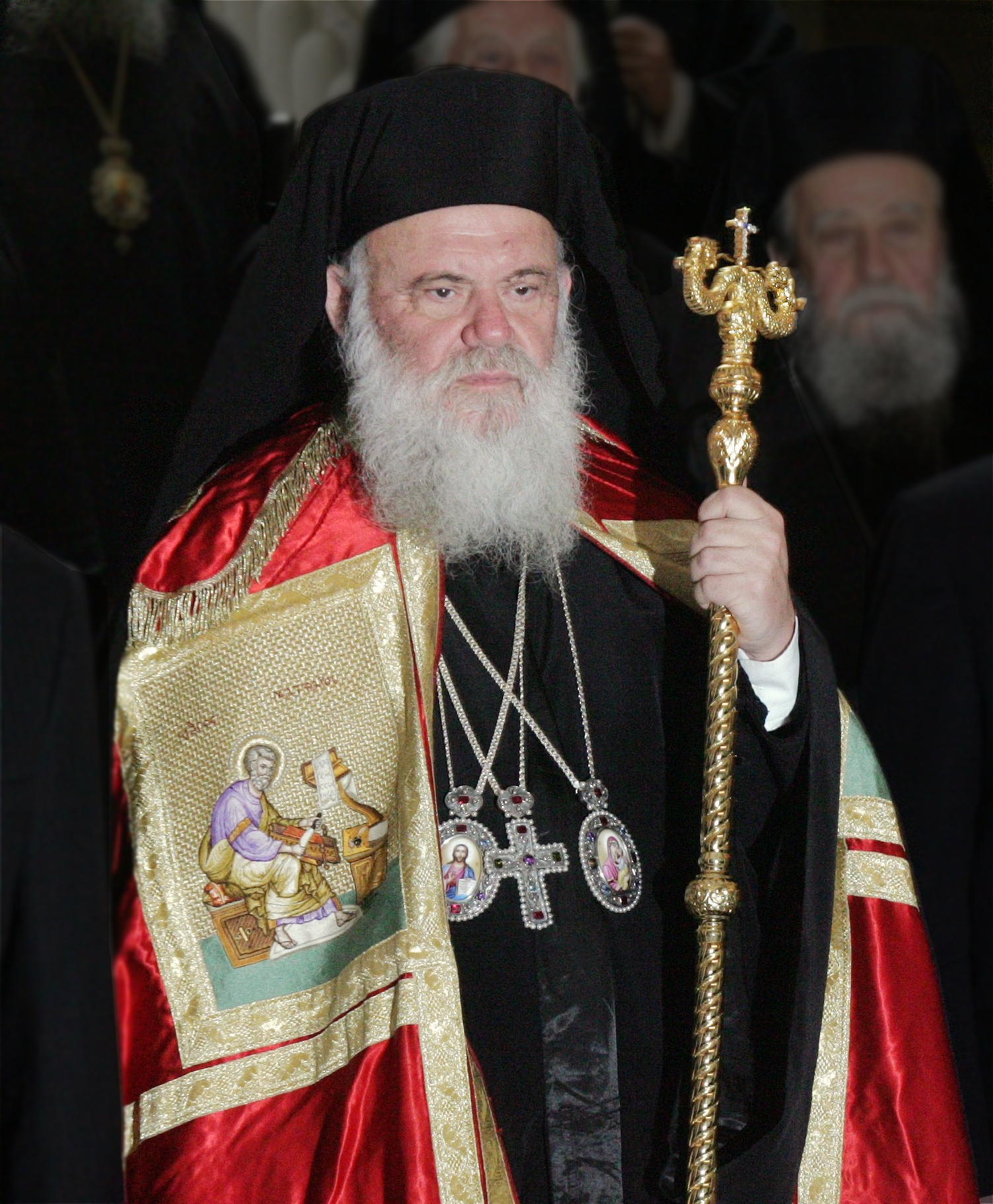
アテネ大主教イエロニモス2世（ギリシャ正教会の首座主教）

## 聖公会
聖公会の場合、世界のアングリカン・コミュニオンは非常にゆるやかな共同体なので、首座主教の態様は管区（Province）の聖公会の組織によって多少異なる。
日本聖公会の場合、首座主教 (Primate) と呼ばれ、全国の11教区の主教によって構成される主教会の議長、日本聖公会総会の議長の役割を担う。首座主教の選出は聖公会総会での選挙による。教区 (Diocese) はそれぞれ独立しており、個別の宗教法人格を有し、原則として聖職の人事も教区単位で行われることになっている。